# Кусунда (язык)
Кусунда — язык, на котором говорит народ кусунда или Бан Раджа («лесные люди»), проживающий в Непале.
Язык кусунда ранее считался принадлежащим к тибето-бирманской семье, однако современными представлениями он признаётся изолированным. По-видимому, он относится к языкам, на которых говорило местное население до прихода носителей тибето-бирманских языков. Д. Уоттерс предполагал, что язык кусунда связан с языком нихали и является остатком гипотетической индо-тихоокеанской семьи, впервые описанной Гринбергом в 1970-е гг. (согласно Гринбергу, к этой семье относятся неавстронезийские языки Новой Гвинеи, а также тасманийские). Другой последователь Гринберга, М. Рулен (1994) обнаружил, что система местоимений в языке кусунда полностью совпадает с системой местоимений в андаманских языках, которые также относят к гипотетической индо-тихоокеанской семье. Современные исследователи также пытались связать кусунда с енисейскими языками и бурушаски. 
Камала Хатри Сен является последней носительницей языка; в 2021 году носителей было 23.

## Фонетика и фонология

### Гласные
Система гласных в языке кусунда включает шесть звуков, которые включаются в две сингармонические группы по подъёму: верхнюю (выделена розовым) и нижнюю (выделена зелёным). Большинство слов допускает двоякое произношение — с гласными либо верхней, либо нижней группы, что позволяет сделать вывод о наличии в кусунда трёх гласных фонем, реализуемых как шесть звуков, и лишь малое количество слов произносится строго с гласными только какой-либо одной группы.
Есть несколько слов без увулярных согласных, которые всё же исключают возможность такого двойного произношения, хотя различие в них проявляется главным образом только при чётком произношении.
| Гласные | Переднего ряда | Среднего ряда | Заднего ряда |
| ------- | -------------- | ------------- | ------------ |
| Верхние | i              |               | u            |
| Средние | e              | ə             | o            |
| Нижние  |                | a             |              |

### Согласные
В системе согласных фонем в кусунда, по-видимому, является значимым лишь активный, но не пассивный орган. К примеру, апикальные согласные могут быть дентальными, альвеолярными, ретрофлексными или палатальными: /t/ как [t̪] перед /i/, [t] перед /e, ə, u/, [ʈ] перед /o, a/, и [c], если следующий согласный — увулярный, как в слове [coq] ~ [tok] ('мы').
Кроме того, многие согласные имеют как взрывной, так и фрикативный вариант: например, /p/ между гласными, по-видимому, произносится как /b/, тогда как /b/ в той же позиции реализуется как [β]). В языке также отсутствуют встречающиеся в языках этого региона ретрофлексные согласные фонемы и, наоборот, имеются несвойственные им увулярные.
|               | Губные          | Переднеязычные  | Палатальные | Заднеязычные      | Увулярные | Глоттальные |
| ------------- | --------------- | --------------- | ----------- | ----------------- | --------- | ----------- |
| Носовые       | m               | n               |             | ŋ                 | ɴʕ        |             |
| Взрывные      | p~b b~β (pʰ bʱ) | t~d d (tʰ dʱ)   |             | k~ɡ ɡ~ɣ (kʰ~x ɡʱ) | q~ɢ (qʰ)  | ʔ           |
| Аффрикаты     |                 | ts dz (tsʰ dzʱ) |             |                   |           |             |
| Фрикативные   |                 | s               |             |                   | ʁ~ʕ       | h           |
| Аппроксиманты | w               | l               | j           |                   | ʁ~ʕ       | h           |
| Одноударные   |                 | ɾ               |             |                   |           |             |

[ʕ] не встречается в начале слов, а [ŋ] может быть только в конце слога, в отличие от окружающих языков. [ɴʕ] (возможно, [ŋ+ʕ]) встречается только между гласными.